# Північний Камаринес
Північний Камаринес (бік.: Amihanan na Camarines; філ.: Hilagang Camarines) — провінція Філіппін, розташована в регіоні Бікол на острові Лусон. Адміністративним центром є муніципалітет Дает. Провінція Північний Камаринес межує на заході з провінцією Кесон, на півдні - з провінцією Південний Камаринес, на півночі - з Філіппінським морем.
Північний Камаринес займає площу 2 320,07 км2, розташований на північно-західному узбережжі півострова Біколь в південно-східній частині острова Лусон. Адміністративно поділяється на 12 муніципалітетів.
Згідно перепису 2015 року кількість населення становила 583 313 осіб. Більшість населення (93%) сповідують католицтво.
Економіка провінції базується на сільському господарстві (зернові культури, овочі, кокоси та фрукти). Основними виробничими та переробними галузями промисловості в провінції є видобування (зокрема, золота і залізної руди), ювелірні вироби, переробка ананаса і кокосова промисловість. Провінція має міжнарожний морський порт розташований в місті Панганібан.